# 默示
默示或圣经的默示（Biblical inspiration，希腊语：theopneustos)是个神学概念，是使徒保罗发明的，意思是圣经的作者有圣灵的引导，使他们所选用的字词都能正确地写出神的心意来。因此「默示」强调两件事：一是「过程」(process)，一是「产品」(product)，过程中有圣灵的保守，产生无讹的作品——圣经。
很多神学家都对默示做出了自己的定义，比如扬以德(Edward J Young)说：「默示是神的灵在圣经作者身上的监管工作。其结果是，圣经就拥有神圣的权威及可信性，而且由于拥有这种神圣权威及可信性，它就不会包含错误。」 
默示一词是翻译希腊文 theopneustos；这词在新约希腊文圣经中只用过一次，就是提摩太后书3章16节：“ 圣经都是神所默示的，于教训、督责、使人归正、教导人学义都是有益的。” Theopneustos 的意思是：「神呼气」，强调圣经是从神呼气而出的。圣经是神「呼」出来的产品 。